# Востоклаг
Востокла́г (Восточный железнодорожный исправительно-трудовой лагерь) — подразделение, действовавшее в структуре Главного управления исправительно-трудовых лагерей Народного комиссариата внутренних дел СССР (ГУЛАГ НКВД).

## История
Востоклаг выделен в самостоятельное подразделение в структуре НКВД в 1938 году на базе расформированного в том же году Бамлага. Управление Востоклага располагалось в городе Комсомольск-на-Амуре, Хабаровский край. В оперативном командовании он подчинялся Управлению железнодорожного строительства Дальневосточного главного управления исправительно-трудовых лагерей НКВД (УЖДС ДВ ГУЛАГ).
Южлаг расформирован в 1940 году, его лагеря и производственные мощности вошли в состав Нижне-амурского исправительно-трудового лагеря.

## Производство
Основным видом производственной деятельности заключенных было железнодорожное строительство на участках от поселка Лондоко (ныне Еврейская автономная область) до поселка Усть-Ниман (ныне Хабаровский край) и на трассе Хабаровск — Комсомольск-на-Амуре.